# Test psychotechnique en France
 (mai 2016).
Si vous disposez d'ouvrages ou d'articles de référence ou si vous connaissez des sites web de qualité traitant du thème abordé ici, merci de compléter l'article en donnant les références utiles à sa vérifiabilité et en les liant à la section « Notes et références ».
Un test psychotechnique est un test utilisé en psychologie du travail pour la sélection et l'orientation professionnelle.
Le test psychotechnique mesure les aptitudes d'un individu. Il est également utilisé pour mesurer des performances qui vont déterminer l'octroi d'un permis (permis de conduire par exemple).

## Historique
En France, l'intérêt et l'utilisation des tests de psychologie et de physiologie dans l'orientation professionnelle date des années 1900. La psychotechnique était utilisée dans les années 1920 auprès des adolescents et a pris son essor dans l'entre deux guerres, grâce aux personnalités d'Henri Piéron, Jean-Maurice Lahy et Henri Laugier.
Depuis la mise en place du permis à points en France, les conducteurs en suspension de plus de 6 mois, en annulation ou invalidation de permis doivent passer une visite médicale et des examens psychotechniques auprès d'un psychologue. Une nouvelle réglementation, dans l’application de l’Arrêté du 18 janvier 2019 une formation est désormais obligatoire pour les psychologues afin de pouvoir les pratiquer. (NOR : INTS 1905152A)

## Aptitudes logiques, verbales et numériques
Les tests psychotechniques sont utilisés pour mesurer les aptitudes logiques, verbales et numériques d’un individu. Ils mesurent les capacités de réaction, de réflexion, de concentration mais aussi la faculté à intégrer et à traiter l’information ou la stimulation.
Ils sont parfois utilisés par certaines écoles, organismes et entreprises pour sélectionner et recruter leurs candidats ; qui peuvent être soumis à ce genre de tests lors de concours (gendarmerie, IFSI, etc.), en entretien d’embauche ou encore des tests d'admissions pour les universités.
Les tests peuvent prendre la forme de QCM, de matrices, de suites de formes géométriques, de cartes, de nombres ou de lettres ; de tests de mémoire lexicale ou visuelle etc.
Certains ouvrages permettent de se préparer à ces tests en cas de concours ou de recrutement.

## Aptitudes à la conduite
Les tests psychotechniques sont aussi utilisés pour évaluer les aptitudes à la conduite  en cas de retrait du permis de conduire. Tout conducteur dont le permis de conduire a été invalidé (perte totale de points), annulé ou suspendu pour une durée supérieure ou égale à six mois doit, pour obtenir la délivrance d'un nouveau permis ou solliciter la restitution de son permis suspendu, produire un avis médical attestant qu'il n'est atteint d'aucune affection incompatible avec la conduite. Il précise que l'avis médical ne peut être émis qu'après que l'intéressé a satisfait à un examen psychotechnique.

## Professions concernées
Le recours aux tests psychotechniques peut être également obligatoire pour certains types de professions comme :
- Les conducteurs territoriaux[12] de Catégorie C soumis à la conduite de tous véhicules dans le cadre de leurs fonctions[13];
- Les conducteurs d’automobiles et d’ambulances de la fonction publique hospitalière ;
- Les conducteurs spécialisés de la formation publique d’État ;
- Les conducteurs de marchandises et/ou voyageurs pour les entreprises qui investissent dans la prévention des accidents.

Les tests psychotechniques sont également utilisés par certaines organisations, telles que les mairies, afin d'obtenir un avis sur les capacités de leurs employés à effectuer une tâche particulière. Ainsi, pour donner une autorisation au port d'arme à feu, la mairie peut faire passer aux agents de police municipale un test psychotechnique.
Conformément à l'article 3 du décret no 2006-1691 du 22 décembre 2006 portant sur le statut particulier encadrant l'emploi des adjoints techniques territoriaux, ces derniers peuvent être autorisés à conduire des véhicules, sous condition d’avoir le permis de conduire valide dans la catégorie appropriée et après avoir passé un test psychotechnique et une visite médicale.
Les tests psychotechniques sont également obligatoires pour les candidats au poste du conducteur de train. Le test psychotechnique est une des conditions de l'attestation du candidat, conformément aux directives 2007/59/CE et 2014/82/UE du parlement Européen et du Conseil de l’Union Européenne.

## Organisation
L'examen des tests psychotechniques dure en moyenne une heure, au cours de laquelle sont vérifiées les capacités motrices (temps de réaction à des stimuli visuels et/ou auditifs), les aptitudes d’attention et de concentration (résistance à l’ennui ou sélection d’informations pertinentes dans un flot de stimuli), les aptitudes de raisonnement logique (anticipation du mouvement dans l'espace) et les facteurs de personnalité (tolérance au stress et à la frustration, agressivité...).
Dans 95 % des cas, l'examen psychotechnique du permis de conduire est réussi, s’il est réalisé sérieusement par le conducteur et en l’absence de troubles manifestes (alcoolo-dépendance, usage régulier de stupéfiants, dégénérescence neurologique liée à une maladie...).
Les psychologues seront habilités à faire passer ces tests,après avoir passé une formation initiale de 9 heures valable 1 an, puis une formation continue renouvelable tous les 5 ans, les listes des psychologues accrédités sont consultables sur les sites des préfectures Article 1er de l’arrêté du 26 août 2016 modifié par l'Arrêté du 18 janvier 2019 (NOR : INTS 1905152A)
Les psychologues sont libres du mode de passation des tests, mais des systèmes informatisés et étalonnés comme les batteries Psymotest de chez Lokarte ou les tests Léonard de l'INRTE (Institut National de Recherche des Techniques d’Évaluations)permettent d'obtenir des examens précis .
La formation obligatoire des psychologues souhaitant intervenir dans ce domaine est dispensée par Actions Sécurité Routière à Nantes et INSERR à Nevers.